# Главная Запань
Главная Запань — деревня в Пашском сельском поселении Волховского района Ленинградской области.

## История

Земли деревни Главная Запань на карте 1940 года

По данным 1966 и 1973 годов деревня Главная Запань входила в состав Пашского сельсовета Волховского района.
По данным 1990 года деревня Главная Запань входила в состав Рыбежского сельсовета.
В 1997 году в деревне Главная Запань Рыбежской волости проживал 161 человек, в 2002 году — 116 человек (русские — 94 %)
В 2007 году в деревне Главная Запань Пашского СП — 122, в 2010 году — 109.

## География
Деревня расположена в северо-восточной части района близ автодороги 41К-021 (Паша — Часовенское — Кайвакса).
Расстояние до административного центра поселения — 12 км.
Расстояние до ближайшей железнодорожной станции Паша — 9 км.
Деревня находится на правом берегу реки Паша.

## Демография
| 1997 | 2002 | 2007 | 2010 | 2012 | 2017 |
| ---- | ---- | ---- | ---- | ---- | ---- |
| 161  | ↘116 | ↗122 | ↘109 | ↘100 | ↘76  |

### Национальный состав
Согласно данным Всероссийской переписи населения 2021 года в деревне проживали 69 человек, все русские.